# 脉冲激光器
激光器可以在连续或脉冲模式工作。当光脉冲的速率小于激光器的空腔寿命时，称作脉冲激光器。一些工作介质不能承受连续的泵浦，所以只能以脉冲方式工作。当激光器以脉冲方式工作时，会在瞬间释放巨大能量，使金属材料局部蒸发，从而完成打孔，切割等工作。如果采用连续工作方式，由于热传导，使得加工难以进行。

## 脉冲产生方式

### Q开关方式
在Q-开关，粒子数反转被引入内部的谐振器（即Q开关），该效应能造成品质因数的减少，即所谓“Q空腔”。然后，存储在激光介质中的泵浦能量接近水平后，迅速除去引入的损失机制（通常是电或声光元件），增益介质中存储的能量瞬间释放，产生高的峰值功率。

### 锁模方式
A模式锁定激光器在几十皮秒至小于10飞秒的时间内按顺序发射极短的脉冲。这些脉冲需要在一个往返行程包含的谐振器之间的反射镜的中完成。如此短的时间内，脉冲的时间由于傅立叶限制（也称为能量-时间不确定性），具有在一个相当大的带宽的频谱扩展。因此，这样的增益介质必须有足够广泛，以扩大这些频率的增益带宽。一个合适的材料的一个例子是人工生长的掺钛蓝宝石（Ti：蓝宝石），它具有很宽的增益带宽，因此可以产生只有几飞秒的持续时间的脉冲。
这种锁模激光器是科学上的通用工具，能够最大限度地发挥非线性光学材料的效应（例如，产生二次谐波，研究过程发生在极短的时间尺度（飞秒物理，飞秒化学和超快科学）下变频，光参量振荡器等）
详见锁模技术

### 脉冲泵浦方式
实现脉冲激光操作的另一种方法，是泵浦源本身是脉冲。如闪光灯，或其他脉冲激光。在历史上使用的染料激光器的染料分子粒子翻转的寿命很短，需要高能量，快速脉冲泵浦。使用闪光灯时，一般使用大电容来产生强烈的闪光。这些激光器有准分子激光器，铜蒸气激光器等。他们不能运行在连续模式。